# 千葉市立生浜東小学校
千葉市立生浜東小学校（ちばしりつ おいはまひがししょうがっこう）は、千葉県千葉市中央区生実町（おゆみちょう）にある市立小学校。

## 概要
それまで児童の増加で飽和に達していた生浜小学校の一部を分割するため、1984年に旧生浜中学校の校舎を利用して設立。主に千葉市中央区生実町及び南生実町を学区とする。
校庭の中に七廻塚古墳（ななまわりづかこふん）があり、学校の周囲にも、前方後円墳大覚寺山古墳や八剣神社など古い文化財が多い。

## 校章
1985年3月16日制定。生実町の旧名小弓から5つの弓を図案化したもの。町内在住のデザイナーが作成。

## 最寄駅
- JR蘇我駅バス15分
- 京成千原線学園前駅徒歩20分

## 沿革
- 1984年（昭和59年）4月 - 創立。

## 学校行事
- 4月入学式
- 5月運動会
- 11月おゆみっ子バザー(よいこさ祭り)
- 2月6年生ありがとうの会
- 3月卒業式

春休み中に離任式有。